# Алекси Квартирников
Алекси Михайлов Квартирников е български строителен инженер и общественик, ректор на Държавната политехника в София.

## Биография

### Произход и образование
Роден е на 3 ноември (стар стил) 1893 г. в град Сливен. В семейството на гимназиален учител по математика. Баща му Михаил Алексиев Квартирников е роден в с. Капустина Балка, Одеска губерния, Русия (сега квартал на гр. Микулаев, Украйна) в семейството на земеделец и има руско-български произход, коренящ се от български преселници от времето на генерал Дибич (1828 г.). Завършил средно образование през 1911 г. във Варна, младият Ал. Квартирников започва да учи във Висшето техническо училище в Грац, Австрия. През 1912 г. се завръща в България и участва като доброволец в Междусъюзническата война (1912 – 1913) и в Първата световна война (1915 – 1918) отначало като редник, след това като офицерски кандидат и подпоручик. Награден е с два ордена за храброст – войнишки (IV и III степен). През 1920 г. се връща отново в Грац, където през декември 1922 г. завършва строително инженерство.

### Строителен инженер
Младият инженер Алекси Квартирников се завръща в България, за да допринесе за изграждането на модерна следосвобожденска трета българска държава. Той работи последователно като инженер във Варненското пристанищно управление, участва в разширението на пристанище Варна (1923 – 1927) и строителното предприятие „Командитно дружество инженер Крум Петров и Типел – Браузеветер“ в София, което същата година го изпраща на специализация по стомано-бетонно строителство в централата на фирмата „Тител – Браузеветер“ в Прага, където работи в продължение на 1 година. След завръщането си в София инж. Квартирников ръководи конструкторското бюро на това строително предприятие.
Професионалната му дейност е свързана с изчисляването на бетонни и стомано-бетонни конструкции. Плод на неговата проектантска практика са много сгради и съоръжения, като най-забележителни сред тях са Съдебната палата в столицата, Народната библиотека „Св. св. Кирил и Методий“ в София, централата на Българската народна банка. Ръководи строителството на вълнолома в Созопол и проектирането на железобетонните конструкции на Съдебната палата в София (където за пръв път в българската инженерна практика прилага деформационния метод), както и изработването на плановете на железобетонните конструкции на Пощенската палата във Варна, фабрика „Титания“ в София, железопътната гара Русе, влагалище за стоки в жп. гара Варна, плаващи стоманени врати на новите хилинги на пристанище Варна, железобетонния мост при с. Панчарево, железобетонния комин при Софийската минерална баня, железобетонните конструкции при лятната къпалня в квартал „Коньовица“ в София, железобетонната конструкция на лятната къпалня „Мария Луиза“ в София, железобетонните конструкции на големите кланнични и хладилни сгради в гр. Добрич в железобетонните конструкции на сградата на българските търговци (сега НАТФИЗ) в София, железобетонните конструкции на санаториумите за гръдно болни в с. Владая и с. Искрец, сградата на Архитектурната дирекция на Столичната община, тъкачната фабрика „Бахава“ в Мездра, столовата на казармата на 1-ви артилерийски полк, столовата на Школата за запасни офицери в кв. Княжево (София), тъкачната фабрика на Братя Калпазанови в Габрово, кино „Славейков“ в София, читалищен театър в Петрич.

### Преподавател и ректор
Заедно с проектантската си дейност инж. Ал. Квартирников през 1932 – 1934 г. преподава статика и стоманобетон в Средното техническо училище „Христо Ботев“ в София. През 1941 г. в България се основава Висшето техническо училище. През учебната 1944/1945 година, заедно с още други професори, е избран и назначен инж. Алекси М. Квартирников за професор по Статика на високите строежи. Следващата година проф. инж. Ал. Квартирников основава и ръководи до 1960 г. катедра „Строителна механика“, в която под негови грижи и ръководство израстват известните професори Христо Върбанов, Симеон Симеонов, Тодор Карамански, Рангел Рангелов, доц. Цено Кръстев и др. През 1946/1947 учебна година проф. инж. Ал. Квартирников е избран за Ректор на създадената на базата на ВТУ Държавна политехника, която ръководи до 1951 г. Като Ректор той изгражда основните структурни учебни звена на висшето техническо образование в България при неговото начално развитие. Значителна е заслугата на проф. инж. Алекси Квартирников като ректор на ДП за предпазване от уволнение на някои професори (по политически причини), както и за възстановяването на около 60% от изключените по специална заповед от 7 февруари 1947 г. студенти. По този повод в издадената през 2002 г. Юбилейна книга „Шестдесет години висше техническо образование в България“ е отбелязано „Щастие за Политехниката е, че в най-размирните времена три пъти Ректор, общо дванадесет години, е бил той“.
1952/1953 учебна година е последната за ДП. На базата на 8-те Факултета на Политехниката се създават 4 висши училища: Инженерно-строителен институт (ИСИ); Машинно-електротехнически институт (МЕИ); Химико-технологичен институт (ХТИ) и Минно-геоложки институт (МГИ). Същата учебна година проф. инж. Алекси Квартирников е избран за ректор на ИСИ с 3-годишен мандат, който след това е продължен с още 4 години. По време на ректорството му ИСИ продължава успешното си развитие в подготовката на високо квалифицирани инженери. Специалистите, подготвени от ИСИ, МЕИ, ХТИ и МГИ – наследниците на ДП, имат решителен принос за изграждането на материалната база на следвоенна България.
Като ректор проф. инж. Ал. Квартирников през 1959 г. сключва първия договор за двустранно сътрудничество на Политехниката с Висшето транспортно училище „Фридрих Лист“, Дрезден. Негова е заслугата за създадения през 1954 г. Ректорски съвет – институция със съвещателни функции. Под негово ръководство библиотеката на ДП, след разделянето на Политехниката на 4 нови висши училища, се превръща в Централна библиотека на висшите технически институти в София с филиали в МЕИ, ХТИ и МГИ. През 1955 г. Централната библиотека създава една от първите в страната „Служба за техническа информация и документация“.
Основните области на научната и педагогическата дейност на проф. инж. Ал. Квартирников са: съпротивление на материалите, строителна статика, стоманобетонни конструкции. Проф. инж. Ал. Квартирников е автор на учебника „Строителна статика“, издаден в две части – първите в България учебници по тази дисциплина, които впоследствие са превръщат в търсено и полезно помагало за хиляди студенти и практикуващи инженери.

### Общественик и политик
Проф. инж. Алекси Квартирников е не само изтъкнат строителен инженер, учен, обичан преподавател и организатор. Той е съпричастен и активен участник в обществения живот в страната. Член и активен деятел на БИАД е от 1930-те години. Сътрудничи на сп. „БИАД“, през 1939 г. (бр. 1) публикува материал, посветен на Андре Блондел – бележит френски физики и инженер. Бил е подпредседател на БИАД (1947 – 1949), както и съучредител на Научно-техническия съюз по строителство в България (1965) и член на неговия първи управителен съвет
Той е председател на инициативния комитет за създаването на единна научно-техническа организация. След нейното създаване е избран за председател на Централното ръководство на НТС в България (1949 – 1958) и като такъв има забележим принос за обединението на техническата интелигенция в действена организация и за разгръщане на активен съюзен живот. Той е и почетен член на Федерацията на научно-техническите съюзи в България (ФНТС), вписан е в Златната книга на Федерацията.
Квартирников е назначен за кмет на София на 23 септември 1944 година, малко след Деветосептемврийския преврат, и остава на този пост за няколко месеца, до 22 март 1945 година. Този период е свързан главно с усилията на общината за разчистване на разрушенията от бомбардировките, като с тази цел е създадена специална Дирекция за възстановяване на столицата. По-късно за един мандат е общински съветник като член на Столичния народен съвет.
За активната си проектантска и преподавателска дейност той е награждаван многократно – носител е на Орден за граждански заслуги и Орден „Кирил и Методий“ I степен. Лауреат е на Димитровска награда (1951).
С цялата си проектантска, преподавателска, организаторска и обществена дейност Алекси Квартирников заслужено заема значимо място на голям патриот, учен, преподавател и строител в редиците на най-изтъкнатите личности на България през ХХ век.

## Преподавателска и научна дейност
- 1945 – 1977: професор, ръководител на Катедра „Строителна механика“ в Държавната политехника
- 1946 – 1947: ректор на Държавната политехника
- 1948 – 1951: ректор на Държавната политехника
- 1953 – 1960: ректор на Инженерно-строителния институт

Основни области на научна и преподавателска дейност: съпротивление на материалите, строителна статика, стоманобетонни конструкции.
Като ректор изгражда основните структурни учебни звена на висшето техническо образование в България при неговото първоначално развитие.